# Magyarbagói fatemplom
A magyarbagói fatemplom műemlék Romániában, Fehér megyében. A romániai műemlékek jegyzékében az AB-II-m-B-00181 sorszámon szerepel.